# Abdalaati Iguider
Reda Abdalaati Iguider (auch Abdelaati Iguider; arabisch عبد العاطي إيكدير, DMG ʿAbd al-ʿĀṭī Īkidīr; * 25. März 1987 in Errachidia) ist ein marokkanischer Mittelstreckenläufer, der sich auf die 1500-Meter-Distanz spezialisiert hat.

## Sportliche Laufbahn
Erste internationale Erfahrungen sammelte Abdalaati Iguider 2004 bei den Juniorenweltmeisterschaften in Grosseto, bei denen er über 1500 Meter mit neuem Meisterschaftsrekord von 3:35,53 min die Goldmedaille gewann. Anschließend siegte er bei den Arabischen Jugendmeisterschaften in Rabat im 800-Meter-Lauf in 1:49,93 min sowie über 1500 Meter in 3:49,14 min. Bei den Crosslauf-Weltmeisterschaften 2005 in Saint-Étienne belegte er nach 25:28 min den 30. Platz in der U20-Wertung. Anschließend belegte er bei den Islamic Solidarity Games in Mekka in 3:48,49 min den vierten Platz über 1500 Meter. 2006 nahm er erneut an den Juniorenweltmeisterschaften in Peking teil, musste sich diesmals aber überraschend mit 3:40,73 min geschlagen geben. Im Jahr darauf qualifizierte er sich erstmals für die Weltmeisterschaften in Osaka, schied dort aber mit 3:43,25 min in der ersten Runde aus. 2008 nahm er erstmals an den Olympischen Spielen in Peking teil und erreichte dort das Finale, in dem er mit 3:34,66 min auf Rang fünf gelangte.
2009 gewann Iguider bei den Mittelmeerspielen in Pescara in 3:38,66 min die Bronzemedaille hinter dem Algierer Antar Zerguelaïne und seinem Landsmann Mohamed Moustaoui. Anschließend gelangte er bei den Weltmeisterschaften in Berlin bis in das Finale und wurde dort in 3:38,35 min Elfter. 2010 nahm er erstmals an den Hallenweltmeisterschaften in Doha teil und gewann dort in 3:41,96 min die Silbermedaille hinter dem Äthiopier Deresse Mekonnen. Im Jahr darauf klassierte er sich bei den Weltmeisterschaften in Daegu mit 3:36,56 min im Finale auf dem fünften Platz und 2012 siegte er bei den Hallenweltmeisterschaften in Istanbul in 3:45,21 min. Anschließend gelangte er bei den Olympischen Spielen in London über 1500 Meter bis in das Finale und gewann dort in 3:35,13 min die Bronzemedaille hinter dem Algerier Taoufik Makhloufi und Leonel Manzano aus den Vereinigten Staaten. Zudem nahm er auch im 5000-Meter-Lauf teil und gelangte dort ebenfalls bis in das Finale, in dem er mit 13:44,19 min auf Rang sechs gelangte.
2013 gelangte er bei den Weltmeisterschaften in Moskau bis in das Halbfinale und schied dort mit 3:44,36 min aus. Im Jahr darauf gewann er bei den Hallenweltmeisterschaften in Sopot in 3:38,21 min die Bronzemedaille hinter Ayanleh Souleiman aus Dschibuti und dem Äthiopier Aman Wote. Auch bei den Weltmeisterschaften 2015 in Peking gelangte er bis in das Finale und gewann dort in 3:34,67 min die Bronzemedaille hinter den beiden Kenianern Asbel Kiprop und Elijah Manangoi. 2016 gelangte er bei den Hallenweltmeisterschaften in Portland im 3000-Meter-Lauf in 7:58,04 min auf den vierten Platz und bei den Olympischen Spielen in Rio de Janeiro gelangte er über 1500 Meter zum dritten Mal bis in das Finale, in dem er mit 3:50,58 min auf den fünften Platz gelangte.
2017 schied er bei den Weltmeisterschaften in London bis in das Halbfinale und schied dort mit 3:40,76 min aus. Im Jahr darauf gewann er bei den Hallenweltmeisterschaften in Birmingham in 3:58,43 min die Bronzemedaille über 1500 Meter hinter dem Äthiopier Samuel Tefera und Marcin Lewandowski aus Polen. Anschließend wurde er bei den Afrikameisterschaften in Asaba in 3:39,20 min Fünfter. Bei den Crosslauf-Weltmeisterschaften 2019 in Aarhus gewann er gemeinsam mit Soufiane el-Bakkali, Kaoutar Farkoussi und Rababe Arafi in 26:22 min die Silbermedaille in der Mixed-Staffel hinter dem Team aus Äthiopien. Anschließend nahm er erstmals an den Afrikaspielen in Rabat teil und belegte dort in 3:38,59 min den vierten Platz. Bei den Weltmeisterschaften in Doha gelangte er erneut bis in das Halbfinale, in dem er mit 3:42,23 min ausschied.

## Persönliche Bestleistungen
- 1500 Meter: 3:28,79 min, 17. Juli 2015 in Monaco
  - 1500 Meter (Halle): 3:34,10 min, 14. Februar 2012, Liévin
- 1 Meile: 3:49,09 min, 31. Mai 2014 in Eugene
- 3000 Meter: 7:30,09 min, 27. August 2016 in Paris
  - 3000 Meter (Halle): 7:34,92 min, 21. Februar 2013 in Stockholm
- 5000 Meter: 12:59,25 min, 11. September 2015 in Brüssel